# Vitamina C

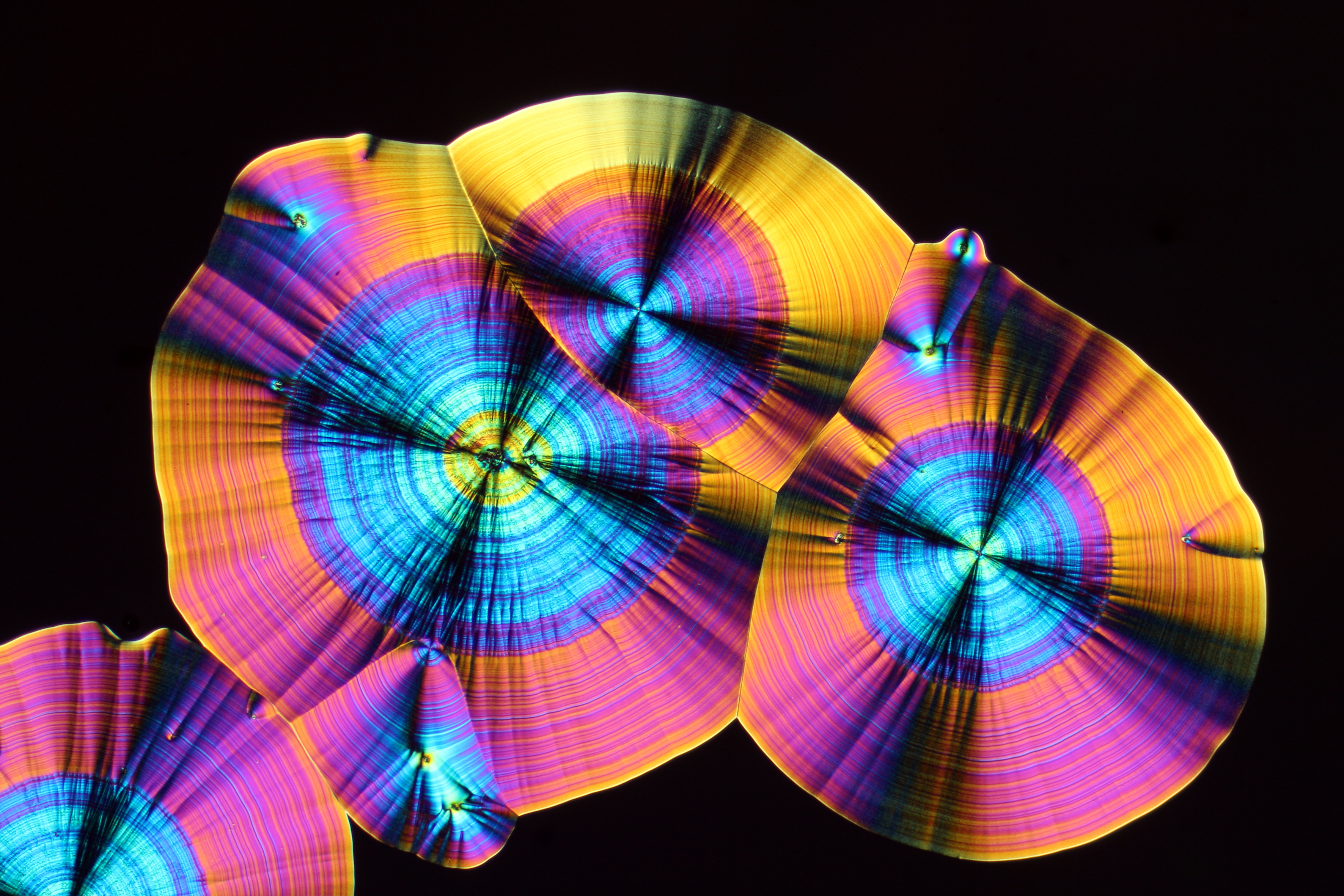
Microcristalls d'àcid ascòrbic sota il·luminació polaritzada, en una escala de 125:1.

La vitamina C, enantiòmer L de l'àcid ascòrbic o àcid dihidroascòrbic, coneguda també com a antiescorbútica, és un nutrient essencial per a l'ésser humà i alguns altres primats, els cavalls i alguns ratpenats, que no tenen el mecanisme per a la seva síntesi. La resta dels mamífers en sintetitzen de manera natural al fetge. Les plantes també produeixen vitamina C, la qual exerceix un paper important en el seu creixement i desenvolupament. D'aquesta manera, les plantes representen una font important d'aquesta vitamina a la dieta.

## Descripció
L'oxidació a àcid 2,3-dicetogulònic no és reversible, aleshores deixa de tenir funció vitamínica. L'àcid ascòrbic és fàcilment oxidable i, per tant, es considera que és la més sensible de les vitamines a processos llum i calor.
S'utilitza com a indicador de l'estat de les vitamines quan els aliments se sotmeten a processos externs. Si es manté el contingut de vitamina C es considera que les altres vitamines tampoc s'han alterat significativament. Al suc de taronja es donen més condicions de pH i presència d'àcids orgànics que fan que la vitamina C es mantinga molt bé. Les seves fonts principals són el fruits cítrics. L'àcid ascòrbic es troba millor als vegetals crus que no als cuinats.
La vitamina C o àcid levogira ascòrbic és un vitamina essencial per als humans. L'ascorbat (un ió de l'àcid ascòrbic) és requerit per reaccions metabòliques essencials en totes les plantes i animals. És produït internament per gairebé tots els organismes, tot i que notables excepcions de mamífers són molts o tots els de l'ordre de Chiroptera (ratpenats) i el subordre sencer dels Antropoidea (tarser, mona, simi). També és necessari per als conills d'Índies i algunes espècies d'animals i peixos. La deficiència d'aquesta vitamina causa la malaltia de l'escorbut en els humans. També és usat com additiu alimentari.
En els éssers vius, l'ascorbat és un antioxidant i protegeix el cos de l'estrès oxidatiu, i és un cofactor de reaccions enzimàtiques vitals.
L'escorbut és conegut des de temps antics. La gent de molts llocs del món tenia assumit que era causat per una falta d'aliments de plantes fresques. La Marina Britànica va començar donar als navegadors suc de llimona per prevenir l'escorbut l'any 1795. Finalment, l'àcid ascòrbic va ser aïllat l'any 1933 i sintetitzat l'any 1934. Els usos i la ingesta diària recomanada de vitamina C són problemes en actual debat, amb un consum de referència diari de 45 a 95 mg/dia. Els partidaris de la megadosi proposen des de 200 fins a 2000 mg/dia. Una metanàlisi recent de 68 experiments amb suplements antioxidants, va concloure que el consum addicional d'ascorbat com a suplement no és tan beneficiós com es pensava.

Estructura química de la vitamina C.

## Significança biològica
La vitamina C és purament el L-enantiòmer de l'ascorbat, el D-enantiòmer oposat no té significació biològica. Ambdues formes són imatges espectrals de la mateixa estructura molecular. Quan L-escorbat, que és un agent reductor for, du a terme la seva funció reductora, es converteix en una forma oxidada, L–desoxiescorbat. El L- desoxiescorbat pot ser després reduït de nou a l'actiu L- escorbat en el cos per enzims i glutations. Durant aquest procés es forma el radical d'àcid semidihidroascòrbic. Els radicals lliures d'ascorbat reaccionen pobrament amb l'oxigen, i fins i tot, no crearan un superòxid. En comptes d'això, dos radicals de semidihidroascorbat reaccionaran i formaran un ascorbat i un dihidroascorbat. Amb l'ajuda del glutatió, el dihidroascorbat es converteix de nou a ascorbat. La presència del glutatió és essencial perquè aquest reposa l'ascorbat si millora la capacitat antioxidant de la sang. Sense aquest, el dihidroascorbat no podria convertir-se de nou a ascorbat.
El L-ascorbat és un àcid de sucre estructuralment dèbil en comparació amb la glucosa, el qual normalment és atacat per un ió hidrogen, formant àcid ascòrbic, o per un ió metàl·lic, donant lloc a un ascorbat mineral.

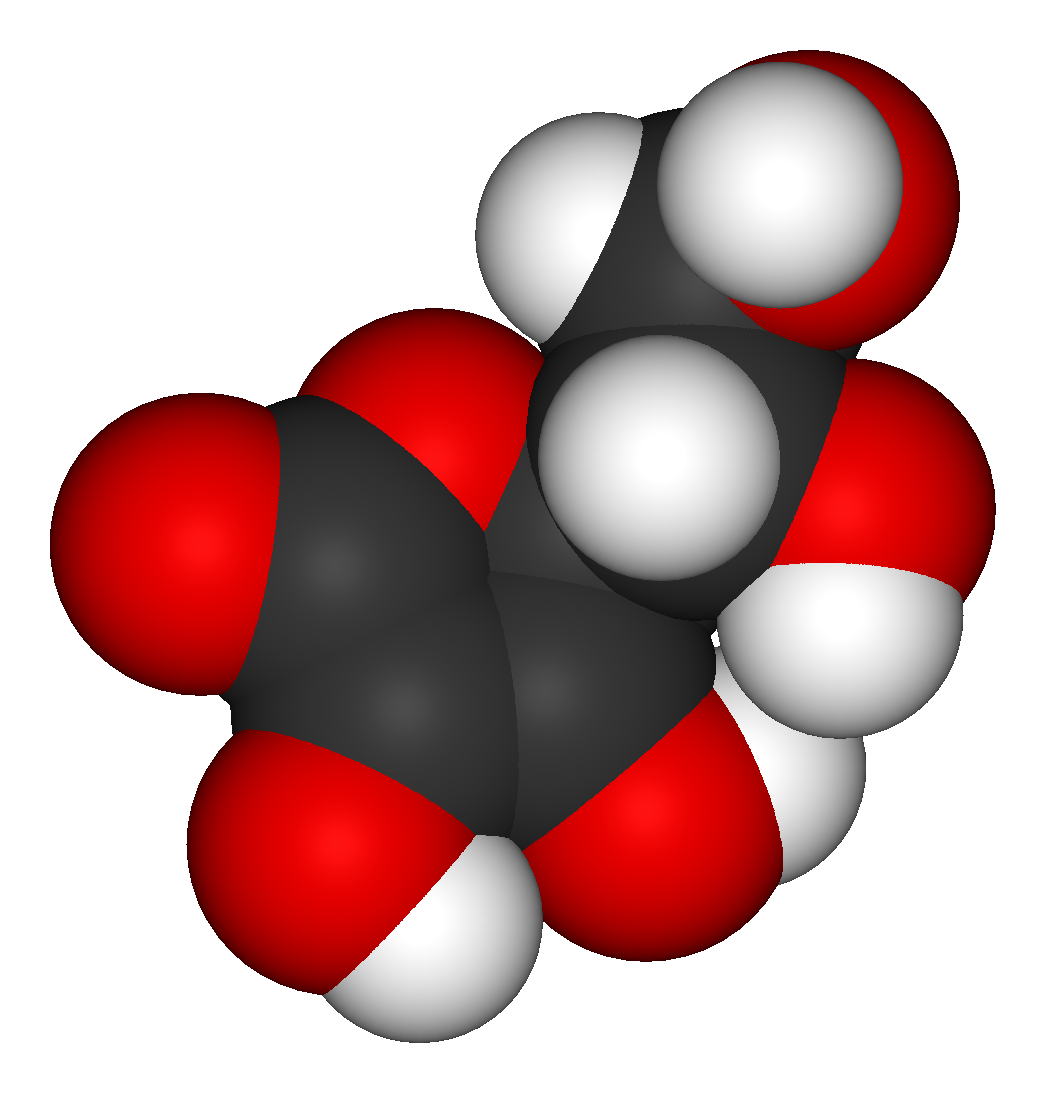
Model estructural de boles de la vitamina C

## Biosíntesi
La majoria dels animals i les plantes són capaços de sintetitzar la seva pròpia vitamina C, mitjançant una seqüència de quatre enzims, els quals converteixen la glucosa a vitamina C. La glucosa necessitada per produir ascorbat en el fetge (en mamífers i ocells) és extreta del glicogen: la síntesi d'ascorbat és un procés depenent de glicogenòlisi. En rèptils i certes classes d'ocells la biosíntesi és portada a terme en els ronyons.
Entre els animals que han perdut la capacitat de sintetitzar la vitamina C es troben els simis (que inclou els humans), conills d'índies, unes espècies d'ocells passerins (però no tots, hi ha els suggeriment que la capacitat va ser perduda separadament uns certs cops en ocells), i moltes de les principals (probablement totes) famílies de ratapenades, incloent les aquelles que mengen insectes i fruits. Tots aquests animals estan mancats de l'enzim L- gulonolactona oxidasa (GULO), el qual és requerit en el darrer pas de la síntesi de la vitamina C, perquè tenen una forma per detectar el gen d'aquest enzim (pseudogen ΨGULO). Algunes d'aquestes espècies (fins i tot els humans) poden fer servir els baixos nivells disponibles de les seves dietes reciclant la vitamina C oxidada.
Molts simis consumeixen aquesta vitamina en quantitats de 10 a 20 vegades major que la recomanada pel Govern en els humans. Aquesta discrepància constitueix moltes de les bases de la controvèrsia de les recomanacions de dietes permeses. És refutat per arguments que els humans són molt bons conservant la vitamina C de la dieta i són capaços de mantenir els nivells sanguinis de vitamina C en comparació amb altres simis.
En una cabra adulta, un típic exemple d'animal productor de vitamina C, podrà manufacturar més de 13 grams de vitamina C amb una salut normal i la biosíntesi augmentarà. Els traumes o les ferides demostren gastar grans quantitats de vitamina C en els humans. Long, et al. (2003). "Ascorbic acid dynamics in the seriously ill and injured". Alguns microorganisme tals com el llevat de Saccharomyces cerevisiae mostren ser capaços de sintetitzar la vitamina C de sucres senzills.

## Absorció, transport i disponibilitat
L'àcid ascòrbic és absorbit en el cos per transport actiu i difusió simple. El transport actiu depèn de sodi pels co-transportadors de sodi-ascorbat. Els transportadors d'hexoses són els dos transportadors requerits per l'absorció. Tot i que l'àcid dihidroascòrbic és absorbit en major quantitat que l'ascorbat, la quantitat d'àcid dihidroascòrbic trobat al plasma i als teixits sota condicions normals és baixa, mentre les cèl·lules redueixen ràpidament l'àcid dihidroascòrbic a ascorbat.
Amb la ingesta regular, el ritme d'absorció varia entre 70 i 95%. De totes maneres, el grau d'absorció decau quan la ingesta augmenta. En una alta ingesta (12g), la fracció d'absorció humana d'àcid ascòrbic pot ser tan baixa com 16%, mentre que en una ingesta baixa (<20 mg) el ritme d'absorció pot arribar a 98%. Les concentracions d'ascorbat en el llinar de reabsorció renal passen lliurement a l'orina i són excretades. En altes dosis de la dieta (corresponents a diversos centenars de mg/dia en humans) l'ascorbat s'acumula en el cos fins que els nivells de plasma arriben al llindar de reabsorció renal, la qual es troba al voltant d'1,50 mg/dL en homes i 1,3 mg/dL. Les concentracions en el plasma majors a aquest valor (es creuen que representen la saturació del cos) són ràpidament excretades a l'orina amb una vida mitjana de 30 minutes, les concentracions menors a aquesta quantitat llindar són activament retingudes pels ronyons i la vida mitjana per la resta de vitamina C emmagatzemada al cos augmenta extraordinàriament.
No obstant el magatzem màxim del cos per la vitamina està determinat pel llindar renal de la sang, hi ha molts de teixits que mantenen concentracions de vitamina C més altes que a la sang. Els teixits biològics que acumulen la vitamina C 100 vegades per damunt del nivell del plasma sanguini són les glàndules renals, la pituïtària, cossos lutis, tim i la retina. Aquells amb concentracions de 10 o 15 vegades per sobre el plasma sanguini inclouen el cervell, pulmons, testicles, melsa, nòduls limfàtics, fetge, glàndula tiroide, mucosa intestinal, leucòcits, pàncrees, ronyons i glàndules salivars.
L'àcid ascòrbic pot ser oxidat en el cos humà per l'enzim L- ascorbat oxidasa. L'ascorbat que no és directament excretat a l'orina com a resultat de la saturació del cos o destruït en una altra ruta del metabolisme és oxidat per aquest enzim i reemplaçat.

## Deficiència
L'escorbut és una avitaminosi resultant d'una falta de vitamina C, fins i tot sense aquesta vitamina, el col·lagen sintetitzat és molt inestable per dur a terme aquesta funció. L'escorbut porta a la formació de taques a la pell i sagnat de les membranes de les mucoses. Les taques són més abundants als muscles i cames, i una persona amb aquesta malaltia pareix pàl·lida, depressiva i està parcialment immobilitzada. En un escorbut avançat hi ha ferides obertes i pèrdua de dents fins i tot, la mort. El cos humà pot emmagatzemar només una certa quantitat de vitamina C, i per això el cos per si mateix s'esgota si els suplements no són consumits.
S'ha mostrat que els fumadors amb dietes pobres en vitamina C, tenen un major risc de malalties pulmonars que aquells fumadors que tenen altes concentracions de vitamina C a la sang.
El guanyador del Premi Nobel Linus Pauling i el doctor G.C. Willis afirmen que els períodes llargs de baixos nivells en sang de vitamina C poden ser una causa de l'arteriosclerosi.
Les societats occidental generalment consumeixen suficient vitamina C per prevenir l'escorbut. L'any 2004 una enquesta de salut de la Comunitat Canadenca afirmava que els canadencs de 19 anys i més, tenien ingestes de vitamina C del menjar de, 133 mg/d per homes i 120 mg/d per dones, els quals són superior a la quantitat diària recomanada. En els estudis de les dietes dels humans, tots els símptomes obvis d'escorbut prèviament induïen una baixa ingesta de vitamina C, podien ser superats amb un petit suplement de vitamina C de 10 mg per dia. De totes maneres, la vitamina C necessitada per tractar una infecció o per reparar el teixits és més alta que la mínima dosi requerida per superar l'escorbut.

## Funcions
Les seves funcions estan relacionades amb la seva capacitat de reducció d'oxidació:
- Cal assenyalar el seu paper a la síntesi d'hidroxiprolina i hidroxiglicina, que són components del col·lagen que forma part del teixit conjuntiu.
- Forma part de la síntesi de catecolamines.
- Participa en la transformació d'àcid fòlic en la seua forma activa el tetrahidrofolat.
- Facilita el metabolisme del Fe
- Forma part de les vitamines antioxidants juntament amb els tocoferols (vitamina E).
- Actua com a protector al tracte gastrointestinal en inhibir la síntesi de nitrosamines, substàncies carcinogèniques que poden estar presents als aliments ingerits o que poden formar-se ja al tracte gastrointestinal per la presència de nitrits i amines secundàries per acció bacteriana.

### Funció fisiològica
Als humans, la vitamina C és essencial per una dieta saludable així com ser un antioxidant altament efectiu, actuant per disminuir l'estrès oxidatiu; un substrat per l'ascorbat peroxidasa; i un cofactor per l'enzim de la biosíntesi de molts bioquímics. La vitamina C actua com un donador d'electrons per a molts enzims importants.
Síntesi de col·lagen, carnitina i tirosina, metabolisme microsomal.
L'àcid ascòrbic duu a terme moltes funcions fisiològiques en el cos humà. Aquestes funcions inclouen la síntesi de col·lagen, carnitina i neurotransmissors, la síntesi i el catabolisme de la tirosina i el metabolisme dels microsomes. L'ascorbat actua com a agent reductor en les síntesi descrites abans, mantenint els àtoms de ferro i de coure en els seus estats reduïts.
La vitamina C actua com un donador d'electrons per vuit enzims diferents:
Tres participen en la hidroxilació del col·lagen.
 Aquestes reaccions afegeixen grups hidroxils als aminoàcids prolina o lisina de la molècula de col·lagen per mitjà d'hidrolases que requereixen vitamina C com a cofactor. La hidroxilació permet a la molècula de col·lagen prendre l'estructura de la triple hèlix i fa la vitamina C essencial pel desenvolupament i manteniment de la cicatrització dels teixits, vasos sanguinis i cartílags. Dos són necessaris per la síntesi de la carnitina. La carnitina és essencial pel transport dels àcids grassos dins dels mitocondris per a la generació d'ATP. Els altres tres restants tenen les següents funcions en comú però no sempre fan això: la dopamina beta hidrolasa participa en la biosíntesi de la norepinefrina des de la dopamina. Un altre enzim afegeix grups amida als pèptids hormonals, incrementant la seva estabilitat i un altre modula el metabolisme de la tirosina.

## Antioxidant
L'àcid ascòrbic és molt conegut per la seva activitat com a antioxidant. L'ascorbat actual com a agent reductor per l'oxidació reverible en solució aquosa. Quan hi ha més radicals lliures que antioxidants en el cos, els essers humans es troben sota la condició anomenada estrès oxidatiu. L'estrès oxidatiu indueix malalties cardiovasculars, hipertensió arterial, malalties cròniques inflamatòries i diabetis. La concentració al plasma d'ascorbat en un pacient amb estrès oxidatiu (menys de 45 µmol/L) és menor que en un individu sa (61.4-80 µmol/L). D'acord amb McGregor i Biesalski (2006) l'augment del nivell d'ascorbat al plasma pot tenir efectes terapèutics en l'estrès oxidatiu.

## Prooxidant
L'àcid ascòrbic es comporta no només com antioxidant sinó també com a prooxidant. L'àcid ascòrbic redueix els metalls de transició com ions de Coure (Cu2+) a Coure (Cu1+) i ions de Ferro (Fe3+) a Ferro (Fe2+) durant la conversió d'ascorbat a dihidroxiascorbat in vitro. Aquesta reacció pot generar superòxids i altres ROS. De totes maneres, en el cos, el metalls de transició lliure normalment es presenten units a proteïnes. Estudis recents mostren que les injeccions intravenoses de 7.5g d'ascorbat diaris per sis dies no augmenten els marcadors prooxidants.

## Requeriments diaris
La referència de consum alimentari nord-americana recomana 90 mil·ligrams al dia i no més de 2 grams al dia (2.000 mil·ligrams al dia). Altres espècies relacionades que comparteixen la mateixa inhabilitat per produir vitamina C i requereixen vitamina C exògena consumeixen de 20 a 80 vegades aquesta referència de consum. Hi ha un debat continu a la comunitat científica sobre el millor programa de dosi (la quantitat i freqüència de consum) de vitamina C per mantenir un estat de salut òptim en humans. En general s'accepta que una dieta equilibrada sense suplements conté suficient vitamina C per prevenir l'escorbut en un adult saludable, mentre que les embarassades, fumadors o es troben sota estrés en requereixen un poc més.
Elevades dosis (milers de mil·ligrams) poden resultar en diarrea en adults sans. Partidaris de la medicina alternativa afirmen que l'aparició de la diarrea és una indicació del lloc on el requeriment de vitamina C al cos es troba, perquè aquest és el punt on el cos utilitza la solubilitat en aigua de la vitamina per simplement eliminar la porció inutilitzable, ja que la llargària/intensitat de la diarrea està directament relacionada amb la quantitat de sobredosi, tot i que això ha de ser clínicament verificat encara.

## Usos terapèutics
La vitamina C és necessària per al tractament i prevenció de l'escorbut. L'escorbut és causant de mort amb altres malalties de malnutrició. A les dietes de les societats industrialitzades s'hi inclou prou vitamina C per prevenir l'escorbut.
La vitamina C funciona com a antioxidant. Un consum adequat és necessari per a la salut, però en la majoria de casos, un suplement no és necessari.
Basat en models animals i epidemiològics, altes dosis de vitamina C poden tenir “efectes protectors” en anormalitats musculars i nervioses, especialment en fumadors.
L'àcid dihidroascòrbic, la forma oxidada principal de la vitamina C al cos, pot reduir dèficits neurològics i la mortalitat que segueix a un accident vascular cerebral a causa de la seva capacitat de travessar la barrera hematoencefàlica, mentre que la vitamina C no hi penetra.
El 2013 una revisió sistemàtica d'assaigs controlats amb placebo de Cochrane, que van utilitzar dosis de vitamina C d'almenys 200 mg/dia, va trobar que els suplements de vitamina C no prevenen els refredats en la població general, però redueix a la meitat el risc de refredat comú en les persones exposades a curts períodes d'estrès físic extrem, escurçant la durada en un 8% en els adults i fins a un 18% en els nens, i reduint la gravetat dels símptomes. Només set assaigs clínics van provar la vitamina C com a tractament després de l'aparició dels símptomes del refredat, i només tres d'aquests assajos van mostrar un benefici, així la revisió conclou, "podria ser útil provar-ho individualment en pacients amb refredat comú si la vitamina C els és beneficiosa".

## Proves per conéixer els nivells d'ascorbat al cos
Tests simples utilitzen el diclorofenolindofenol per mesurar els nivells de vitamina C a l'orina o plasma sanguini. Això no obstant, aquests mostren el consum alimentari recent, en comptes dels nivells de vitamina C emmagatzemats al cos. La fase inversa de la cromatografia líquida s'utilitza per determinar els nivells d'emmagatzematge de vitamina C a limfòcits i teixits.
S'ha observat que mentre que els nivells del sèrum o plasma sanguini segueixen el ritme circadiaris o canvis alimentaris a curt termini, aquests als teixits són més estables i donen una millor visió de la disponibilitat de l'ascorbat a l'organisme. Això no obstant, molt pocs laboratoris d'hospitals estan adequadament equipats i entrenats per dur a terme anàlisi tan detallats, per la qual cosa cal que les mostres siguin analitzades en laboratoris especialitzats.

## Efectes adversos

### Efectes secundaris comuns
Grans dosis de vitamina C poden causar indigestió, particularment si es prenen amb l'estómac buit.
Quan s'han ingerit grans dosis, la vitamina C causa diarrea en subjectes sans. A una prova, dosis de fins a 6 grams d'àcid ascòrbic foren subministrades a 29 infants, 93 nens preescolars i escolars i 20 adults durant més de 1400 dies. Amb les dosis altes, manifestacions tòxiques van ser observades en 5 adults i 4 infants. Els signes i símptomes en adults eren nàusees, vòmits, diarrea, mal de cap, fatiga i trastorns del son. Les reaccions tòxiques principals en infants van ser erupcions cutànies.

### Possibles efectes secundaris
Així com la vitamina C augmenta l'absorció de ferro, l'enverinament per ferro pot convertir-se en un problema per a persones amb trastorns de sobrecàrrega de ferro. Una condició genètica que resulta en nivells inadequats de l'enzim glucosa-6-fosfat deshidrogenasa que pot causar els qui la pateixen desenvolupar anèmia hemolítica després d'ingerir substàncies oxidants específiques, com per exemple grans dosis de vitamina C.
Hi ha una creença entre la comunitat mèdica que la vitamina C causa pedres al ronyó, cosa que està poc basada en la ciència. Encara que estudis recents han trobat una relació, una unió clara entre l'excés de consum d'àcid ascòrbic i la formació de pedres al ronyó no ha estat establerta. Alguns casos reporten l'existència de pacients amb dipòsits d'oxalat i un historial d'altes dosi de vitamina C.
En un estudi portat a terme en rates durant el primer mes de l'embaràs, elevades dosis de vitamina C poden suprimir la producció de progesterona dels cossos lutis. La progesterona, necessària per al manteniment de l'embaràs, és produïda pels cossos lutis durant les primeres setmanes, fins que la placenta està prou desenvolupada com per produir la seva pròpia font. Bloquejant aquesta funció dels cossos lutis, altes dosis de vitamina C (més de 1000 mg) indueixen a un avortament induït. En un grup de dones que avortaren espontàniament a la fi del primer trimestre, la mitjana dels valors de vitamina C eren significativament més alts. Això no obstant, els autors afirmaren que no es podia interpretar com una evidència d'una associació causal.
Estudis recents en rates i humans suggereixen que afegint suplements de vitamina C a un programa d'entrenament pot causar una disminució de la producció de les mitocòndries, dificultant la capacitat de resistència.

## Possibilitat de sobredosi
Com s'ha discutit prèviament, la vitamina C mostra una toxicitat molt baixa. La dosi que mataria un 50% de la població en rates s'accepta que és uns 11,9 grams per kilogram de pes quan es pren oralment. Aquesta dosi en humans continua essent desconeguda, a causa de l'ètica mèdica que exclou els experiments que podrien posar pacients en risc.